# Lokativ
Lokativ er et grammatisk fagudtryk, der betegner en kasus.
Lokativ bruges i visse indoeuropæiske sprog til at betegne, på hvilken lokalitet (sted), den givne sætnings handling foregår. Lokativ bruges dog sjældent, oftest bruges der præpositioner til at beskrive et sted f.eks. på latin: 'in villa' i stedet for 'villae'.
Denne kasus findes ikke i dansk, men den sammenhæng, den kan bruges i, kan sagtens vises:
Børnene leger i sneen; 'i sneen' ville eksempelvis på russisk gengives med en lokativ (Дети играют в снегу.)
I russisk kan en lokativ kendes fra præpositionalis (kasus, der kun bruges sammen med forholdsord –  præpositioner) ved at den har u-endelse, modsat den gængse e-endelse.
Den indoeuropæïske lokativ er blevet opgivet i latinsk grammatik, hvor funktionen er blevet fordelt på to andre kasus: lokativisk ablativ og lokativisk genitiv. Genitiv bruges ved byer og øer, der er singularis og bøjes efter 1. og 2. deklination. Derudover er det genitiv i de faste udtryk domi (hjemme) og ruri (på landet). Ved pluralis-ord og ord efter 3. deklination anvendes ablativ. Ellers er lokativen videreført som præpositionsled med præpositionen 'in' i fx in Italia, in urbe. 
Det er et bevidst valg, at grammatikerne har villet beskrive lokativ som dels genitiv, dels ablativ på latin. Beskrivelsen havde været mere vellykket, hvis lokativen havde været opslugt af kun én kasus. 
På finsk af den uralske sprogfamilie, og altså ikke et indoeuropæisk sprog, er der flere lokativiske kasus. Der er almen lokativ (partitiv, essiv, illativ), indre lokativ (inessiv, elativ, illativ), ydre lokativ (adessiv, ablativ, allativ). De samiske sprog har også lokalkasus. 